# Adinandra microcarpa
Adinandra microcarpa là một loài thực vật có hoa trong họ Pentaphylacaceae. Loài này được Gagnep. mô tả khoa học đầu tiên năm 1942.